# Щекурья
Щекурья — деревня в Березовском районе Ханты-Мансийского автономного округа — Югры России. Входит в состав сельского поселения Саранпауль.
Почтовый индекс 628148, код ОКАТО 71112920003.

## Климат
Климат резко континентальный. Зима суровая с сильными ветрами и метелями, продолжающаяся семь месяцев. Лето относительно тёплое, но быстротечное.

## Население
| 2010 |
| ---- |
| 102  |